# التوراة في الإسلام
التوراة في الإسلام هي كتاب الله المنزل على نبيه موسى، وأنزل فيها أحكامًا وشرائعَ على بني إسرائيل. وهي من كتب الله المسماة التي عد الإيمان بها ركنا من أركان الإيمان، ويَكُفر من جحدها.
﴿إِنَّا أَنْزَلْنَا التَّوْرَاةَ فِيهَا هُدًى وَنُورٌ يَحْكُمُ بِهَا النَّبِيُّونَ الَّذِينَ أَسْلَمُوا لِلَّذِينَ هَادُوا وَالرَّبَّانِيُّونَ وَالْأَحْبَارُ بِمَا اسْتُحْفِظُوا مِنْ كِتَابِ اللَّهِ وَكَانُوا عَلَيْهِ شُهَدَاءَ فَلَا تَخْشَوُا النَّاسَ وَاخْشَوْنِ وَلَا تَشْتَرُوا بِآيَاتِي ثَمَنًا قَلِيلًا وَمَنْ لَمْ يَحْكُمْ بِمَا أَنْزَلَ اللَّهُ فَأُولَئِكَ هُمُ الْكَافِرُونَ ۝٤٤﴾ [المائدة:44]

## في القرآن

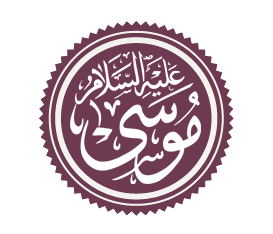
اسم النبي موسى عليه السلام باللغة العربية

ترد كلمة توراة ثمانية عشر مرة في القرآن واسم موسى مذكورة 136 مرة في القرآن، ولا يوجد مكان في القرآن مكتوب أن موسى وحده قد أُعطى التوراة، ولكن على العكس مكتوب في القرآن أن الأنبياء حكموا بالتوراة.
وفقًا للقرآن، فإن الآيات الحاكمة التي تحتوي على أمر من الله هي التوراة.
﴿وَكَيْفَ يُحَكِّمُونَكَ وَعِنْدَهُمُ التَّوْرَاةُ فِيهَا حُكْمُ اللَّهِ ثُمَّ يَتَوَلَّوْنَ مِنْ بَعْدِ ذَلِكَ وَمَا أُولَئِكَ بِالْمُؤْمِنِينَ ۝٤٣﴾
القانون المذكور في القرآن (سورة المائدة، الآية 45)
﴿وَكَتَبْنَا عَلَيْهِمْ فِيهَا أَنَّ النَّفْسَ بِالنَّفْسِ وَالْعَيْنَ بِالْعَيْنِ وَالْأَنْفَ بِالْأَنْفِ وَالْأُذُنَ بِالْأُذُنِ وَالسِّنَّ بِالسِّنِّ وَالْجُرُوحَ قِصَاصٌ فَمَنْ تَصَدَّقَ بِهِ فَهُوَ كَفَّارَةٌ لَهُ وَمَنْ لَمْ يَحْكُمْ بِمَا أَنْزَلَ اللَّهُ فَأُولَئِكَ هُمُ الظَّالِمُونَ ۝٤٥﴾ [المائدة:45]
وبالمثل مذكور في سفر الخروج
| التوراة في الإسلام | وَعَيْنًا بِعَيْنٍ، وَسِنًّا بِسِنٍّ، وَيَدًا بِيَدٍ، وَرِجْلًا بِرِجْل، وَكَيًّا بِكَيٍّ، وَجُرْحًا بِجُرْحٍ، وَرَضًّا بِرَضٍّ. —الكتاب المقدس، سفر الخروج، الإصحاح 21، الآيات 24-25 | التوراة في الإسلام |

وفقًا للآية 157 من سورة الأعراف، كُتب عن محمد في كل من الإنجيل، والوحي لعيسى والتوراة،
﴿الَّذِينَ يَتَّبِعُونَ الرَّسُولَ النَّبِيَّ الْأُمِّيَّ الَّذِي يَجِدُونَهُ مَكْتُوبًا عِنْدَهُمْ فِي التَّوْرَاةِ وَالْإِنْجِيلِ يَأْمُرُهُمْ بِالْمَعْرُوفِ وَيَنْهَاهُمْ عَنِ الْمُنْكَرِ وَيُحِلُّ لَهُمُ الطَّيِّبَاتِ وَيُحَرِّمُ عَلَيْهِمُ الْخَبَائِثَ وَيَضَعُ عَنْهُمْ إِصْرَهُمْ وَالْأَغْلَالَ الَّتِي كَانَتْ عَلَيْهِمْ فَالَّذِينَ آمَنُوا بِهِ وَعَزَّرُوهُ وَنَصَرُوهُ وَاتَّبَعُوا النُّورَ الَّذِي أُنْزِلَ مَعَهُ أُولَئِكَ هُمُ الْمُفْلِحُونَ ۝١٥٧﴾ [الأعراف:157]
ورد ذكر التوراة على أنها معروفة من قِبل عيسى في الآية 110 من سورة المائدة.
﴿إِذْ قَالَ اللَّهُ يَا عِيسَى ابْنَ مَرْيَمَ اذْكُرْ نِعْمَتِي عَلَيْكَ وَعَلَى وَالِدَتِكَ إِذْ أَيَّدْتُكَ بِرُوحِ الْقُدُسِ تُكَلِّمُ النَّاسَ فِي الْمَهْدِ وَكَهْلًا وَإِذْ عَلَّمْتُكَ الْكِتَابَ وَالْحِكْمَةَ وَالتَّوْرَاةَ وَالْإِنْجِيلَ وَإِذْ تَخْلُقُ مِنَ الطِّينِ كَهَيْئَةِ الطَّيْرِ بِإِذْنِي فَتَنْفُخُ فِيهَا فَتَكُونُ طَيْرًا بِإِذْنِي وَتُبْرِئُ الْأَكْمَهَ وَالْأَبْرَصَ بِإِذْنِي وَإِذْ تُخْرِجُ الْمَوْتَى بِإِذْنِي وَإِذْ كَفَفْتُ بَنِي إِسْرَائِيلَ عَنْكَ إِذْ جِئْتَهُمْ بِالْبَيِّنَاتِ فَقَالَ الَّذِينَ كَفَرُوا مِنْهُمْ إِنْ هَذَا إِلَّا سِحْرٌ مُبِينٌ ۝١١٠﴾ [المائدة:110]
تتكرر بعض الاقتباسات في القرآن من الكتاب المقدس العبري. مثال على ذلك الآية 29 من سورة الفتح،
﴿مُحَمَّدٌ رَسُولُ اللَّهِ وَالَّذِينَ مَعَهُ أَشِدَّاءُ عَلَى الْكُفَّارِ رُحَمَاءُ بَيْنَهُمْ تَرَاهُمْ رُكَّعًا سُجَّدًا يَبْتَغُونَ فَضْلًا مِنَ اللَّهِ وَرِضْوَانًا سِيمَاهُمْ فِي وُجُوهِهِمْ مِنْ أَثَرِ السُّجُودِ ذَلِكَ مَثَلُهُمْ فِي التَّوْرَاةِ وَمَثَلُهُمْ فِي الْإِنْجِيلِ كَزَرْعٍ أَخْرَجَ شَطْأَهُ فَآزَرَهُ فَاسْتَغْلَظَ فَاسْتَوَى عَلَى سُوقِهِ يُعْجِبُ الزُّرَّاعَ لِيَغِيظَ بِهِمُ الْكُفَّارَ وَعَدَ اللَّهُ الَّذِينَ آمَنُوا وَعَمِلُوا الصَّالِحَاتِ مِنْهُمْ مَغْفِرَةً وَأَجْرًا عَظِيمًا ۝٢٩﴾ [الفتح:29]
يمكن أن يتكرر هذا من المزامير
| التوراة في الإسلام | فَيَكُونُ كَشَجَرَةٍ مَغْرُوسَةٍ عِنْدَ مَجَارِي الْمِيَاهِ، الَّتِي تُعْطِي ثَمَرَهَا فِي أَوَانِهِ، وَوَرَقُهَا لاَ يَذْبُلُ. وَكُلُّ مَا يَصْنَعُهُ يَنْجَحُ. —الكتاب المقدس، سفر المزامير، الإصحاح 1، الآية 3 | التوراة في الإسلام |

| التوراة في الإسلام | تَكُونُ حُفْنَةُ بُرّ فِي الأَرْضِ فِي رُؤُوسِ الْجِبَالِ. تَتَمَايَلُ مِثْلَ لُبْنَانَ ثَمَرَتُهَا، وَيُزْهِرُونَ مِنَ الْمَدِينَةِ مِثْلَ عُشْبِ الأَرْضِ. —الكتاب المقدس، سفر المزامير، الإصحاح 72، الآية 16 | التوراة في الإسلام |

| التوراة في الإسلام | أَيْضًا يُثْمِرُونَ فِي الشَّيْبَةِ. يَكُونُونَ دِسَامًا وَخُضْرًا، —الكتاب المقدس، سفر المزامير، الإصحاح 92، الآية 14 | التوراة في الإسلام |

## أحاديث عن التوراة
| التوراة في الإسلام | عن أنسِ بنِ مالكٍ رضي اللهُ عنه أنَّ غلامًا يهوديًّا كان يخدمُ النبيَّ صلى الله عليه وسلم فمرض، فأتاه رسولُ اللهِ صلى الله عليه وسلم يعودُه فوجد أباه عند رأسِه يقرأُ التَّوراةَ، فقال له رسولُ اللهِ صلى الله عليه وسلم يا يهوديُّ أنشُدكَ بالله الذي أنزل التوراةَ على موسى هل تجد في التوراةِ صِفَتي ومَخرجي؟ قال: لا، قال الفتى: بلى واللهِ يا رسولَ اللهِ إنا نجدُ في التوراةِ نعتَك ومخرجَك، وإني أشهد أن لا إله إلا اللهُ وأنك رسولُ اللهِ، فقال النبيُّ صلى الله عليه وسلم أقيموا هذا مِن عندِ رأسِه، وَلُوا أخاكم —الراوي: أنسِ بنِ مالكٍ، المحدث: الشوكاني | التوراة في الإسلام |

## أهمية التوراة
ترد كلمة توراة ثماني عشرة مرة واسم موسى مذكور 136 مرة في القرآن. لا يوجد في أي مكان في القرآن مكتوب أن موسى وحده علم بالتوراة حيث استخدم جميع الأنبياء والعرافين العبرانيين اللاحقين، بما في ذلك هارون، الشريعة للتبشير. يذكر القرآن أن التوراة تحتوي على كلمات حكيمة، وأن جميع الأنبياء والكهنة والحاخامات والحكماء اللاحقين في إسرائيل استخدموا قانونها للإرشاد للأنبياء بصيغة الجمع وليس لموسى وحده.
يذكر القرآن أن الجوانب الأساسية للشريعة الإسلامية واضحة في الكتاب المقدس، بما في ذلك موسى. يذكر أنه يحتوي على المعلومات حول اليوم الأخير وحول مفاهيم الجنة و‌جهنم. تم ذكر التوراة أيضًا على أنها معروفة من قِبل عيسى.

## طالع أيضًا
- صحف موسى